# 2614 Torrence
A 2614 Torrence (ideiglenes jelöléssel 1980 LP) a Naprendszer kisbolygóövében található aszteroida. Carolyn Shoemaker fedezte fel 1980. június 11-én.